# Úlomek
Úlomek neboli fragment je označení libovolně velké části z celku, která vzniká oddělením této části z kompaktního tělesa. Proces, kterým úlomky vznikají, se nazývá tříštění nebo fragmentace. Pro úlomky vznikající při explozi bomb a granátů se používá označení střepina.
V geologické terminologii se pro úlomky hornin používá označení klast.